# Morkovice-Slížany
Morkovice-Slížany é uma cidade checa localizada na região de Zlín, distrito de Kroměříž.